# Mercy (The Walking Dead)
Mercy là tập đầu tiên trong Phần 8 của series phim truyền hình The Walking Dead. Tập phim được phát sóng trên kênh AMC của Mỹ vào ngày 22 tháng 10 năm 2017. Khi phát sóng tại Mỹ, tập phim đã được 11,44 triệu người xem trong đó có 6,5 triệu người từ 18-49 tuổi.

## Nội dung tập
Tập phim mở đầu bằng một cảnh quay cận mặt Rick, người đang toát mồ hôi và lộ rõ vẻ mệt mỏi.
Chuyển sang một cảnh khác, Rick đang đứng trước mộ của Glenn và Abraham tại Hilltop.
Lát sau, các cư dân của liên quân ba cộng đồng Alexandria, Hilltop và The Kingdom cùng tập hợp để chuẩn bị cho cuộc chiến sắp tới. Họ trang bị vũ khí và sử dụng những tấm tôn để che chắn cho đoàn xe của mình.
Ở The Sanctuary, đang ngồi bên ngoài, Dwight chợt thấy một mũi tên phóng vụt qua và cắm vào lốp xe mô tô của mình. Mở mảnh giấy đính kèm mũi tên đó ra, anh ấy nhìn thấy dòng chữ ghi “Tomorrow” (“Ngày mai”).
Carol và Tara đang cùng đứng trên một cây cầu. Tara nhìn đồng hồ để kiểm tra thời gian. Trông thấy một bầy xác sống ở phía xa, họ mỉm cười.
Đứng trước toàn bộ các thành viên trong liên quân, Rick lên tiếng phát biểu về việc họ đang chiến đấu cho một tương lai, một thế giới tốt đẹp hơn. Anh thề sẽ chấm dứt ách thống trị của The Saviors và đích thân giết Negan, kẻ duy nhất đáng chết. Maggie và Ezekiel cùng bày tỏ sự đồng quan điểm với Rick.
Dwight liền viết một mảnh giấy hồi đáp, đính kèm vào mũi tên vừa nãy và bắn nó trở lại ra ngoài The Sanctuary, nơi Daryl đang đứng đợi.
Carol và Tara cùng ngồi xuống và đợi bầy xác sống kia đi qua dưới cây cầu mà họ đang ở trên.
Trong một viễn cảnh ở tương lai, Rick vừa tỉnh dậy trên giường của mình. Ngoại hình của anh hoàn toàn khác ở hiện tại với một bộ râu và tóc đã bạc đi nhiều. Bên cạnh giường anh là một lọ hoa tươi và có tiếng nhạc đang vang lên từ đâu đó.
Carl một mình đi đến một trạm xăng. Cậu gặp Siddiq – một người lạ mặt với vẻ lo lắng và cầu xin được giúp đỡ. Carl bèn giơ súng lên, nhưng người kia bảo rằng anh ta chỉ đang cần một chút đồ để ăn. Trong lúc Carl còn đang cân nhắc, Rick bất ngờ xuất hiện và bắn cảnh cáo để đuổi Siddiq đi. Carl tỏ vẻ không đồng tình về hành động vừa rồi của bố mình, đồng thời bảo rằng trong cuộc chiến này của họ với The Saviors, chỉ có mình “hy vọng” thôi là chưa đủ.
Qua mảnh giấy gửi lại của Dwight cung cấp địa điểm các chốt canh gác nhỏ của The Saviors, Daryl và Morgan lần lượt tiêu diệt từng đối tượng một, sau đó cùng tập trung lại với Carol và Tara trên xa lộ.
Tại Alexandria, Rick và các cư dân khác đang chuẩn bị lên xe và lên đường tới tấn công The Sanctuary. Rick nói với cha xứ Gabriel rằng toàn bộ chuyện này đều bắt nguồn từ 1 người, nhưng cuộc chiến này không phải cho riêng mình mong muốn trả thù anh. Vẫn đang chờ bình phục sau khi bị trúng đạn, Rosita ngồi trước hiên nhà và nhìn đoàn xe rời khỏi. Cũng là hai trong số những người ở lại, Michonne quay sang nói với Carl rằng việc phòng thủ cộng đồng bây giờ hoàn toàn nằm trong tay cậu.
Trên đường đến The Sanctuary, Rick lẳng lặng lại gần đâm trọng thương một thành viên The Saviors đang đứng gác một mình. Trong lúc hấp hối, hắn vẫn cố đe dọa rằng rồi Rick sẽ lại một lần nữa phải quỳ gối trước thế lực của nhóm mình. Cảm thấy tức giận, Rick liền cắt dây cho một xác sống đang bị cột gần đó và để nó ăn thịt tên kia. Sau đó, anh liền ra hiệu cho đoàn xe của liên quân tiếp tục lại gần.
Đoàn xe lát sau tạm dừng ở một cánh đồng trống, nơi tất cả thành viên cùng chờ đợi thời khắc hành động. Dù đang mang thai, Maggie vẫn kiên quyết muốn tham gia vào trận đánh đầu tiên. Ezekiel liền đề nghị cô đến gặp bác sĩ của cộng đồng mình, nhưng Jesus bảo rằng họ sẽ cùng giải cứu bác sĩ Carson, người đã bị The Saviors bắt đi trước đó. Rick liền bảo rằng Hilltop thật may mắn khi có Maggie, và sau khi cuộc chiến tranh kết thúc, anh cũng sẽ nghe theo sự lãnh đạo của cô.
Tại xa lộ, trông thấy bầy xác sống đã đến gần, Carol, Daryl, Morgan và Tara vội vàng rời khỏi. Vài phút sau, một chiếc xe mà họ đậu sẵn trên đường từ trước đó phát nổ. Dwight liền cử một vài thành viên The Saviors rời khỏi căn cứ để đi điều tra vụ nổ. Sau khi buộc hai đầu của một sợi dây thép vào hai chiếc xe và căng ngang đường để đặt bẫy, Daryl và Morgan chạy lên một chiếc cầu dành cho người đi bộ nơi Carol và Tara đang đợi.
Phe của Rick bắn chết hai lính gác ở bên ngoài The Sanctuary trong khi Dwight vờ như không biết gì và bỏ vào trong. Đoàn xe của liên quân cuối cùng kéo đến đậu trước cổng và tạo thành một bức tường từ những tấm tôn che chắn cho họ. Tất cả nhanh chóng vào tư thế sẵn sàng và đồng loạt nã súng lên trời. Ngay sau đó, Negan cũng những tay sai cấp cao của hắn bước ra ngoài.
Ở một thời điểm khác, ánh nắng từ một khung cửa sổ nhiều màu sắc đang phản chiếu lên mặt Rick.
Trong viễn cảnh ở tương lai, sau khi tỉnh giấc, Rick với bộ râu bạc rời khỏi giường rồi chống gậy đi tới chỗ Michonne và Carl.
Quay lại thời điểm hiện tại, Rick nói với các tay sai cấp cao đang đứng cạnh Negan - Dwight, Simon, Gavin, Regina, và cả Eugene - rằng anh sẽ tha mạng cho họ nếu họ chịu đầu hàng. Tuy nhiên, không một ai trong số đó chấp nhận lời đề nghị.
Đứng trên cầu đi bộ, nhóm của Daryl, Carol, Morgan và Tara trông thấy một xác sống đang lại gần chiếc bẫy do họ đặt. Morgan bèn vội vàng chạy xuống xử lý nó để tránh làm hỏng kế hoạch. Vừa hay lúc đó, đoàn xe của The Saviors do Dwight cử ra ngoài từ xa đang tiến lại gần.
Negan bảo với Rick rằng phe anh không có đủ quân số cho cuộc chiến này như anh tưởng. Được thủ lĩnh ra lệnh, Simon đưa Gregory từ bên trong ra. Gregory hắng giọng tuyên bố rằng cộng đồng Hilltop sẽ ủng hộ The Saviors, và bất kỳ ai dám về phe Rick chống đối sẽ bị trục xuất cả gia đình khỏi nơi đang ở. Tuy nhiên, trái với mong đợi của cả Negan và Gregory, không có cư dân Hilltop nào bị lung lay bởi những lời đe dọa này và rời khỏi. Jesus liền nói lớn: “Cộng đồng Hilltop sẽ ủng hộ Maggie!”. Cảm thấy thất vọng về việc này, Simon liền đẩy Gregory từ trên lan can ngã xuống dưới bậc cầu thang.
Sau khi Morgan đã đâm chết con walker kia và trốn đi, đoàn xe của The Savior cuối cùng đã đi qua chiếc bẫy do nhóm ông chuẩn bị và bị chết toàn bộ trong một vụ nổ lớn.
Âm thanh của vụ nổ đó vang đến tận The Sanctuary. Sau khi cho những tên tay sai cấp cao của Negan cơ hội cuối nhưng không thấy ai trong số họ lên tiếng, phe Rick bắt đầu xả súng về phía chúng. Ngoại trừ Negan chạy từ lan can xuống dưới tránh đạn, những tên tay sai cấp cao kia đã kịp bỏ chạy vào trong.
Phe của liên quân vẫn tiếp tục xả súng và bắn vỡ hết những cửa sổ kính của The Sanctuary. Morgan và Tara cùng lên một chiếc xe để chuẩn rời khỏi cho kế hoạch tiếp theo. Trước khi đi, Carol dặn Daryl phải cẩn thận.
Sau khi đã bắn vỡ hết cửa kính của căn cứ The Saviors, phe liên quân nhanh chóng rút khỏi, trong khi Daryl cưỡi mô tô và bắn vào hàng loạt thùng thuốc nổ để dụ bầy xác sống kia đến gần The Sanctuary.
Cha xứ Gabriel gài cho một chiếc RV tiến từ từ lại gần hàng rào của The Sanctuary. Sau đó, Rick kích hoạt đám thuốc nổ trong chiếc xe, giúp đánh sập hàng rào bên ngoài. Nhìn thấy Negan đang núp tránh đạn bên trong sân căn cứ, Rick cố gắng dùng súng bắn hắn. Tuy nhiên, Gabriel đã khuyên anh nên tiết chế lại. Ông nhắc lại cho Rick nhớ lời mình nói trước đó rằng cuộc chiến này không phải chỉ để dành cho anh rồi bảo Rick rời khỏi.
Trước khi đi, Rick dùng máy ảnh chụp hình lại Negan. Anh rời khỏi vừa đúng lúc bầy xác sống kia bắt đầu tràn vào The Sanctuary. Trong khi Gabriel cũng đã lên xe để chuẩn bị theo sau Rick, ông lại trông thấy Gregory gần đó đang kêu gào xin được cứu mạng. Không đành lòng bỏ ông ta lại, Gabriel liền chạy đến chỗ Gregory, để rồi lại bị chính ông ta cướp xe lái đi và bỏ mình lại.
Tại trạm xăng ban nãy, Carl quay trở lại và đặt hai hộp đồ ăn xuống đất cùng mảnh giấy ghi “Xin lỗi”. Từ trong một bụi cây, Siddiq nhìn thấy cậu.
Phe của Rick cùng rút về một địa điểm mà họ đã hẹn sẵn và cố chờ cha xứ Gabriel. Rick kể với Daryl rằng Gabriel đã nán lại phút cuối để cứu mình, nhưng giờ họ không thể chờ ông ấy thêm được nữa. Daryl liền ra hiệu cho mọi người lên xe trở lại để thực hiện kế hoạch tiếp theo.
Một nhóm nhỏ tách ra từ liên quân (trong đó có Morgan, Tara, Jesus và Dianne) đang đứng bên ngoài tiền đồn trạm vệ tinh của The Saviors (nơi từng bị đội quân Alexandria triệt hạ trong Phần 6 nhưng sau đó đã được chúng tái thiết lập lại và bổ sung thêm một "lớp xác sống" đi giữa hàng rào xung quanh để tăng độ an ninh). Morgan hỏi Dianne rằng liệu cô có thể dùng cung đứng từ bên ngoài bắn xuyên qua đám xác sống để hạ đám lính đang canh gác không, và Dianne bày tỏ sự quan ngại về điều này.
Ở một tiền đồn thứ hai của The Saviors, Rick và Daryl bắn chết một tên lính gác và chạy đến mở cổng.
Carol và Ezekiel dẫn thêm một nhóm khác lên đường đến một tiền đồn thứ ba của The Saviors. Gần tới nơi, họ trông thấy một tên lính gác và đồng loạt xả súng về hắn. Tuy nhiên, tất cả đều bắn trượt. Kẻ kia trốn ra sau một chiếc xe và ném một quả lựu đạn khói về phía họ. Một vụ nổ xảy ra ngay lập tức và khung cảnh xung quanh trở nên mờ mịt.
Quay trở lại căn cứ chính của The Saviors, bầy xác sống đã tràn vào nơi này và vây kín xung quanh. Gabriel vội vàng trốn vào trong một toa xe gần đó và phát hiện ra Negan cũng đang ở trong này.
Trong viễn cảnh ở tương lai, cô con gái Judith trong bộ dạng 6 tuổi dẫn Rick ra phía trước nhà để xem người dân Alexandria đang tấp nập chuẩn bị cho một lễ hội sắp diễn ra.
Ở một mốc thời gian khác, khi ánh nắng vẫn rọi vào khung cửa sổ nhiều màu và phản chiếu lên khuôn mặt toát mồ hôi của Rick, anh liền nói: “My mercy prevails over my wrath” (“Lòng bao dung của tôi chiến thắng cơn thịnh nộ”). Đây là một trong những câu mà Siddiq nói với Carl khi gặp ở trạm xăng và cũng là một lời nói trích ra từ Kinh Quran của Đạo Hồi.
Quay lại thời điểm khi liên quân đang tập hợp ở cánh đồng vắng kia trước khi đi tấn công, Rick kết lại bài phát biểu của mình bằng cách động viên tất cả hãy cùng chiến đấu vì một ngày mai tươi sáng hơn. Sau khi anh khẳng định rằng họ đã cầm chắc chiến thắng trong tay, tất cả mọi người cùng tung hô và thể hiện tinh thần sẵn sàng chiến đấu.

## Diễn viên

### Diễn viên chính
- Andrew Lincoln vai Rick Grimes
- Norman Reedus vai Daryl Dixon
- Lauren Cohan vai Maggie Rhee
- Chandler Riggs vai Carl Grimes
- Danai Gurira vai Michonne
- Melissa McBride vai Carol Peletier
- Lennie James vai Morgan Jones
- Alanna Masterson vai Tara Chambler
- Josh McDermitt vai Eugene Porter
- Christian Serratos vai Rosita Espinosa
- Seth Gilliam vai Gabriel Stokes
- Ross Marquand vai Aaron
- Jeffrey Dean Morgan vai Negan
- Austin Amelio vai Dwight
- Tom Payne vai Paul Rovia
- Xander Berkeley vai Gregory
- Khary Payton vai Ezekiel
- Steven Ogg vai Simon
- Katelyn Nacon vai Enid
- Pollyanna McIntosh vai Jadis*

### Diễn viên định kỳ
- Jayson Warner Smith vai Gavin
- Jordan Woods-Robinson vai Eric Raleigh
- Jason Douglas vai Tobin
- Cooper Andrews vai Jerry
- Kenric Green vai Scott
- Avi Nash vai Siddiq

*Không xuất hiện trong tập này

### Các diễn viên phụ khác
- Dahlia Legault vai Francine
- Kerry Cahill vai Dianne
- Karen Ceesay vai Bertie
- Peter Zimmerman vai Eduardo
- Carlos Navarro vai Alvaro
- Daniel Newman vai Daniel
- Jeremy Palko vai Andy
- Brett Gentile vai Freddie
- Anthony Lopez vai Oscar
- Traci Dinwiddie vai Regina
- Mandi Christine Kerr vai Barbara
- Chloe & Sophie Garcia-Frizzi vai Judith Grimes
- Kinsley Isla Dillon vai Judith Grimes lúc 6 tuổi (Viễn cảnh)
- Curtis Jackson vai Bob Miller
- Karl Funk vai Neil
- Craig Gellis vai Thành viên The Saviors

## Cái chết trong tập
- (Ít nhất) 17 thành viên của The Saviors
- Gordon (Sau khi biến đổi)

## Đánh giá
Tập phim nhận được phản hồi tốt từ giới phê bình, với 89% trong số 27 bài đánh giá trên trang Rotten Tomatoes là theo hướng tích cực. Steve Ford từ trang TV Fanatic nhận xét: “Tập phim này là một khởi đầu vững chắc cho Phần 8 của The Walking Dead. Nó đã tập hợp lại hết các mảnh ghép (từ mùa phim trước). Và với việc phe Rick là bên tấn công trước, đây hứa hẹn sẽ là một mùa phim đầy kịch tính”. Matt Fowler từ trang IGN bình luận: “Đây là một tập phim làm tốt vai trò tạo tiền đề (cho cả mùa), nhưng vì chúng ta mới chỉ nhìn thấy sự khởi đầu của cuộc chiến tranh nên cảm giác căng thẳng vẫn chưa tới. Trọng tâm và những gì đáng xem sẽ tới sau, và chúng ta sẽ phải chờ đợi”.

## Lỗi phim
- Trong cảnh Carol và Tara ngồi trên cầu đợi bầy xác sống đi qua bên dưới, có thể thấy bóng nắng của cây cầu và bóng nắng của đám walker đang đi không đổ về cùng một hướng.[9]